# Chris Mullin

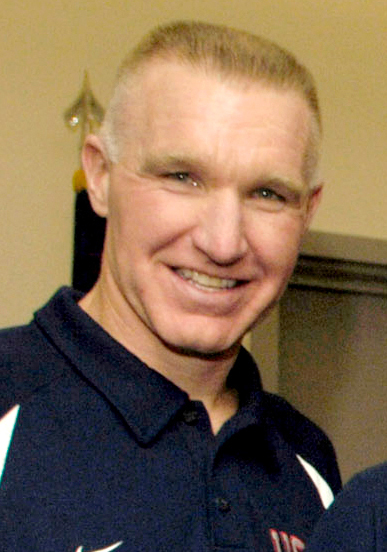
Chris Mullin 2006.

Christopher Paul "Chris" Mullin, född 30 juli 1963 i Brooklyn i New York, är en amerikansk före detta basketspelare.
Chris Mullin studerade vid St. John's University.

## Landslagsspel
Chris Mullin tog OS-guld i basket 1984 i Los Angeles. Åtta år senare, 1992 i Barcelona, tog han och "Dream Team" ännu ett OS-guld, som blev USA:s tionde basketguld på herrsidan vid olympiska sommarspelen.

## Lag
- Golden State Warriors (1985–1997)
- Indiana Pacers (1997–2000)
- Golden State Warriors (2000–2001)